# Osso de Ishango

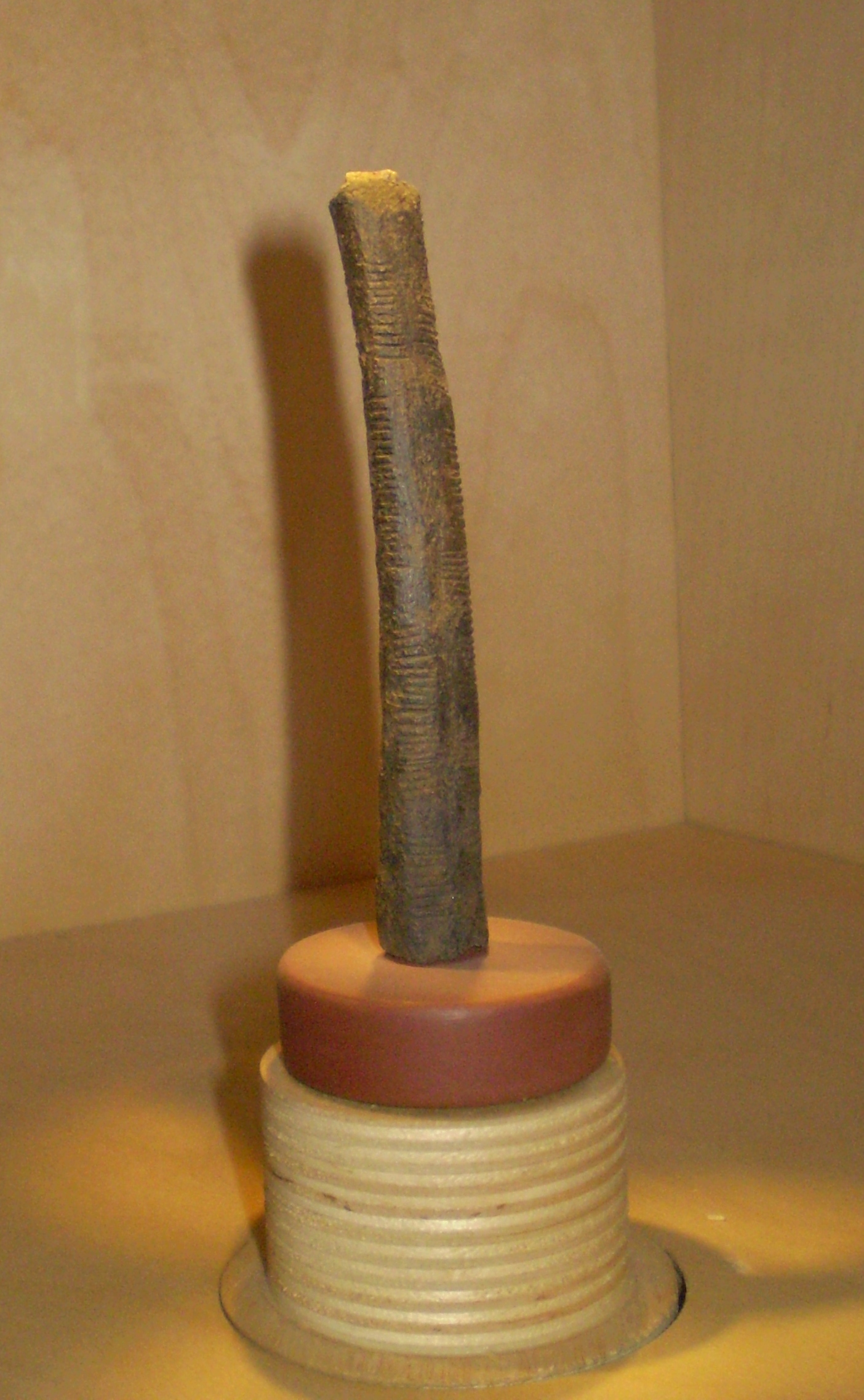
Imagem do osso de Ishango exposto no Real Instituto Belga de Ciências Naturais.

O osso de Ishango é uma ferramenta de osso que data do Paleolítico Superior, aproximadamente dentre 20 000 a.C. e 18 000 a.C. É um longo osso castanho (a fíbula de um babuíno) com um pedaço de quartzo afiado incrustado em uma ponta, que talvez fosse utilizado para gravar ou escrever. Cogitou-se a princípio que era utilizado para realizar contagens, porque há uma série de traços talhados, divididos em três colunas, ao longo de todo o comprimento da ferramenta. Alguns cientistas sugeriram que as agrupações dos traços indicam uma compreensão matemática que vai além da contagem.
O osso de Ishango é exibido no Real Instituto Belga de Ciências Naturais, em Bruxelas, Bélgica.

## Descoberta e datação
O belga Jean de Heinzelin de Braucourt encontrou o osso de Ishango em 1960, quando explorava o que então era o Congo Belga. Descobriu-o na área africana de Ishango, perto da zona onde nasce o rio Nilo, no lago Eduardo (que fica entre a fronteira da Uganda e da República Democrática do Congo).
Foi encontrado entre os restos de uma pequena comunidade que pescava e coletava nesta área da África. O pequeno assentamento que ficou enterrado por uma erupção vulcânica.
A princípio estimou-se que o osso datava dentre 9000 a.C. e 6500 a.C. Contudo, a datação do sítio onde foi descoberto foi reavaliada e atualmente acredita-se que tenha mais de 20 000 anos

## Significado dos traços

### Cálculos matemáticos?

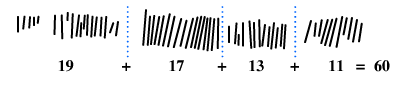
Coluna esquerda.

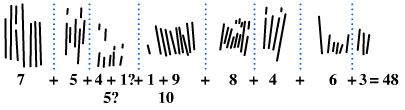
Coluna central.

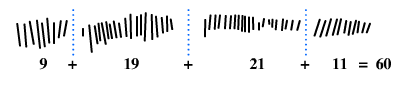
Coluna direita.

As três colunas de traços agrupados assimétricos implicam que a ferramenta era mais funcional do que decorativa. O osso de Ishango pode ter sido talhado para estabelecer um sistema numérico.
A coluna central começa com 3 traços e depois duplica o seu número. O mesmo processo é repetido com o número 4, que se duplica a 8 traços, e depois o processo inverte-se com o número 10, que é dividido pela metade resultando em 5 traços. Por isto chega-se à constatação de que os números não podem ser puramente arbitrários, mas constituem algum indício de cálculos de multiplicação e divisão por 2. O osso poderia ter sido usado, portanto, como uma ferramenta para resolver procedimentos matemáticos simples.
Além disso, o número de traços de ambos os lados da coluna central poderia indicar uma maior capacidade de contagem. Tanto os números da coluna esquerda como os da direita são todos números ímpares (9, 11, 13, 17, 19 e 21). Os números da coluna esquerda são todos os números primos compreendidos entre 10 e 20 (que formam um primo quádruplo), enquanto os da coluna direita consistem em 10 + 1, 10 - 1, 20 + 1 e 20 - 1. Os números de cada uma destas colunas somam 60, e o somatório dos números da coluna central é 48. Ambos os resultados são múltiplos de 12, o que reforça a tese da compreensão da multiplicação.

### Calendário lunar?
Alexander Marshack examinou o osso de Ishango com um microscópio e concluiu que esta antiga ferramenta pode representar um calendário lunar de seis meses. Claudia Zaslavsky sugestionou que isto pode indicar que o criador do instrumento era uma mulher, pela relação entre as fases lunares com o ciclo menstrual.

## Achados similares
Registraram-se outras descobertas de ferramentas de contagem (paus ou ossos com vários cortes), encontrados ao longo de todo o mundo. O osso dos Libombos, uma fíbula de babuíno de 35 000 anos, foi encontrado no Essuatíni. Uma tíbia de lobo de 32 000 anos que conta com 57 traços, agrupados em 5 grupos, foi encontrada na Checoslováquia em 1937.